# Конкурентное позиционирование
Конкурентное позиционирование — выбор, приобретение (формирование) конкурентной позиции фирмы и ознакомление с ней своего конкурентного окружения.
Авторами концепции «позиционирования» являются Джек Траут и Эл Райс. Они указывают, что развитие концепции позиционирования началось в 1972 году, когда в специализированном издании «Advertising Age» ими была опубликована серия статей под общим заголовком «Эра позиционирования» (англ. The Positioning Era). Позиционирование, изначально возникшее в маркетинговой сфере и ставшее популярным в США в 1970-х годах как оригинальное рекламное решение, позже в результате предельного научного абстрагирования, приобретает расширенное значение в парадигме конкурентного поведения предпринимательской структуры.
Понятия «конкурентная позиция» и «конкурентное позиционирование» начинают активно использоваться в российской литературе лишь в конце 1990-х годов.

## Цели конкурентного позиционирования
Конкурентное позиционирование — выбор, приобретение (формирование) конкурентной позиции фирмы и ознакомление с ней своего конкурентного окружения. Конкурентное позиционирование необходимо фирмам для:
- закрепления в собственных глазах и в глазах окружения текущего уровня своей сравнительной конкурентоспособности;
- демонстрации своему конкурентному окружению собственных конкурентных преимуществ, сокрытия собственных конкурентных недостатков и выявления недостатков прямых конкурентов;
- определения стратегических задач дальнейшего наращивания конкурентного потенциала и усиления конкурентоспособности в целях удержания и укрепления конкурентной позиции.

Конкурентное позиционирование может быть нацелено руководством компании на достижение трех различных целей:
1. формирование конкурентной позиции компании на новом рынке вследствие диверсификации хозяйственной деятельности;
2. сохранение конкурентных преимуществ и удержание ранее достигнутой конкурентной позиции или под натиском конкурентов, или в связи с изменением условий конкуренции (изменением структуры реального спроса и потребительских ожиданий, дифференциации предложения товаров и услуг, изменения предпринимательского законодательства и общественного мнения);
3. укрепление собственной конкурентной позиции за счёт последовательного давления или внезапного «наезда» на прямых конкурентов и, следовательно, ослабления их конкурентной позиции.

## Маркетинговое позиционирование
Позиционирование в маркетинге — это действия предпринимательской структуры по закреплению отличий её товаров от продукции конкурентов в сознании клиента. Компании должны искать решение своих проблем не внутри товара и даже не внутри самой компании, а в сознании того, к кому они обращаются. Фокус внимания обращается не на восприятие клиента, и не на свойства самого продукта, а на смыслы сообщаемые потребителю о свойствах продукта.
В том же контексте, позиционирование определяет и классик теории маркетинга Ф. Котлер:
«Позиционирование — это действия по разработке предложения компании и её имиджа, направленные на то, чтобы занять обособленное благоприятное положение в сознании целевой группы потребителей.  
Окончательный результат позиционирования товара — успешное создание ориентированного на рынок предложения ценности продукта — простого и четкого утверждения, объясняющего, почему целевой аудитории следует приобретать и использовать товар компании-поставщика… … На протяжении всего жизненного цикла товара продавцы должны создавать отличительную позицию для каждого товара и сообщать о ней рынку. Позиционирование — это разработка самого предложения и его образа с целью завоевания особого места в умах потребителей».
При этом Ф. Котлер отрицает важный принцип позиционирования, обоснованный Дж. Траутом и Э. Райсом, заключающийся в том, что рекламное позиционирование необходимо проводить по одному единственному критерию. Рассматривая тенденции развития рекламной сферы предпринимательских отношений, авторы концепции позиционирования неоднократно подчеркивали переизбыток коммуникационных сигналов, направленных к сознанию потребителя, характеризуя современное общество как «сверхкоммуникативное»: «Наша неординарная страсть к коммуникациям в решении всей массы общественных и деловых проблем заполонила все доступные каналы настолько, что до получателей фактически доходит лишь ничтожная доля сообщений».
«Медиа-взрыв» в «сверхкоммуникативном обществе» приводит к снижению эффективности каждой отдельной маркетинговой коммуникации. Для того, что бы позиционирующая предпринимательскую структуру идея проникла и закрепилась в сознании потребителя, идея должна быть оригинальной, но простой и разумной, поэтому она должна концентрироваться на выделении какого-то одного качества. В этом и заключается ключевая для маркетингового позиционирования особенность — выбрать только одно отличительное качество, и не отступать от него.

Однако уже у Ф. Котлера в рамках маркетинговой парадигмы позиционирования происходит отход от её чисто рекламной функции, который впоследствии другими исследователями был подкреплён и развит в направление стратегического конкурентного позиционирования. Источник этого перехода можно обнаружить в следующей цитате, связывающей позиционирование и дифференциацию: 
«Многие маркетологи настаивают на том, что позиционирование товара должно базироваться на продвижении единственного атрибута продукта, уникальном торговом предложении, ибо потребители склонны запоминать товары номер один. Но не менее успешным может оказаться и позиционирование по двум или трем выгодам продукта. Дифференцирование — это следующий шаг в продвижении сложной системы отличий, характеризующих объект. Это процесс дополнения предложения рядом значимых и ценных особенностей, позволяющих ему выделиться из предложений конкурентов. Условиями использования отличий товара являются важность, неповторимость, превосходство, доступность, приоритет, приемлемость и рентабельность. Рыночное предложение может быть дифференцировано о пяти аспектам: продукт, услуги, персонал, маркетинговые каналы, имидж».
Подобное добавление критериев позиционирования приводит к расширению поля применения самого инструмента. Теперь позиционирование уже не направленно на сознание клиента, оно оперирует объективными особенностями предпринимательской структуры, выявленными на основе внутрифирменного анализа показателей деятельности. Так, например, М. Триси и Ф. Уирсима предлагают схему позиционирования основанную на трех «дисциплинах ценности»: товаре, качестве и отношении. В рамках отрасли фирма может добиваться лидерства не только в категориях товара, но и в операционном качестве или доверительных отношениях с клиентами… …Чтобы добиться успеха, фирма должна стать лучшей в одной из этих сфер (или дисциплин ценности).
Таким образом, конкурентное позиционирование, как оригинальный рекламный прием, превращается в особое направление стратегического маркетинга целой компании, чему способствует, например, следующее определение: «Конкурентное позиционирование компании – это утверждение её рыночных целей, т.е. того, чем будет конкурировать компания, и отличительного преимущества, или того, как она будет конкурировать. …Для компании, цель которой состоит в получении доли рынка, а общий метод достижения этой цели – привлечение на свою сторону клиентов конкурирующих организаций, конкурентным позиционированием будет утверждение, как именно и в какой конкретно части рынка это произойдет».

## Конкурентное позиционирование фирмы
В дальнейшем парадигма конкурентного позиционирования выходит за рамки исключительно концепции маркетинговой коммуникации и начинает применяться и исследоваться в стратегическом менеджменте и общей теории конкуренции.
Так, профессор Ю. Б. Рубин пишет следующее: «Конкурентное позиционирование следует определить как выбор, приобретение (формирование) конкурентной позиции, а также отстаивание приемлемых позиций либо приобретение новых в процессе осуществления конкурентных действий».
А. В. Бабошин даёт следующее определение: «Конкурентное позиционирование компании – это совокупность конкурентных действий, направленных на изменение или удержание занимаемой конкурентной позиции».
Изначально, конкурентное позиционирование не было на прямую связано с анализом рынка, определением реальной рыночной позицией предпринимательской структуры, но с расширением поля применения концепции конкурентного позиционирования, его превращения в инструмент конкурент-менеджмента, конкурентное позиционирование стало определяться через операции с «конкурентной позиции» предпринимательской структуры:
- определение конкурентной позиции компании,
- занятие новой конкурентной позиции,
- удержание и отстаивание конкурентной позиции,
- сдача конкурентной позиции.

Определение конкурентной позиции компании, часто рассматривается как один из этапов исследования конкуренции в отрасли. Особенно развился графический метод описания конкурентной позиции предприятия относительной конкурентов по избранным критериям. Отличия заключаются именно в выборе критериев сравнения конкурентов.
Например, А. В. Бабошин рассматривая способы определения конкурентной позиции, приводит в качестве примеров модели Бостонской консалтинговой группы, А. А. Томпсона-мл. и А. Дж. Стрикленда, GE/McKinsey, ADL-Life Cycle, Shell/DPM и др.